# 中石化大廈

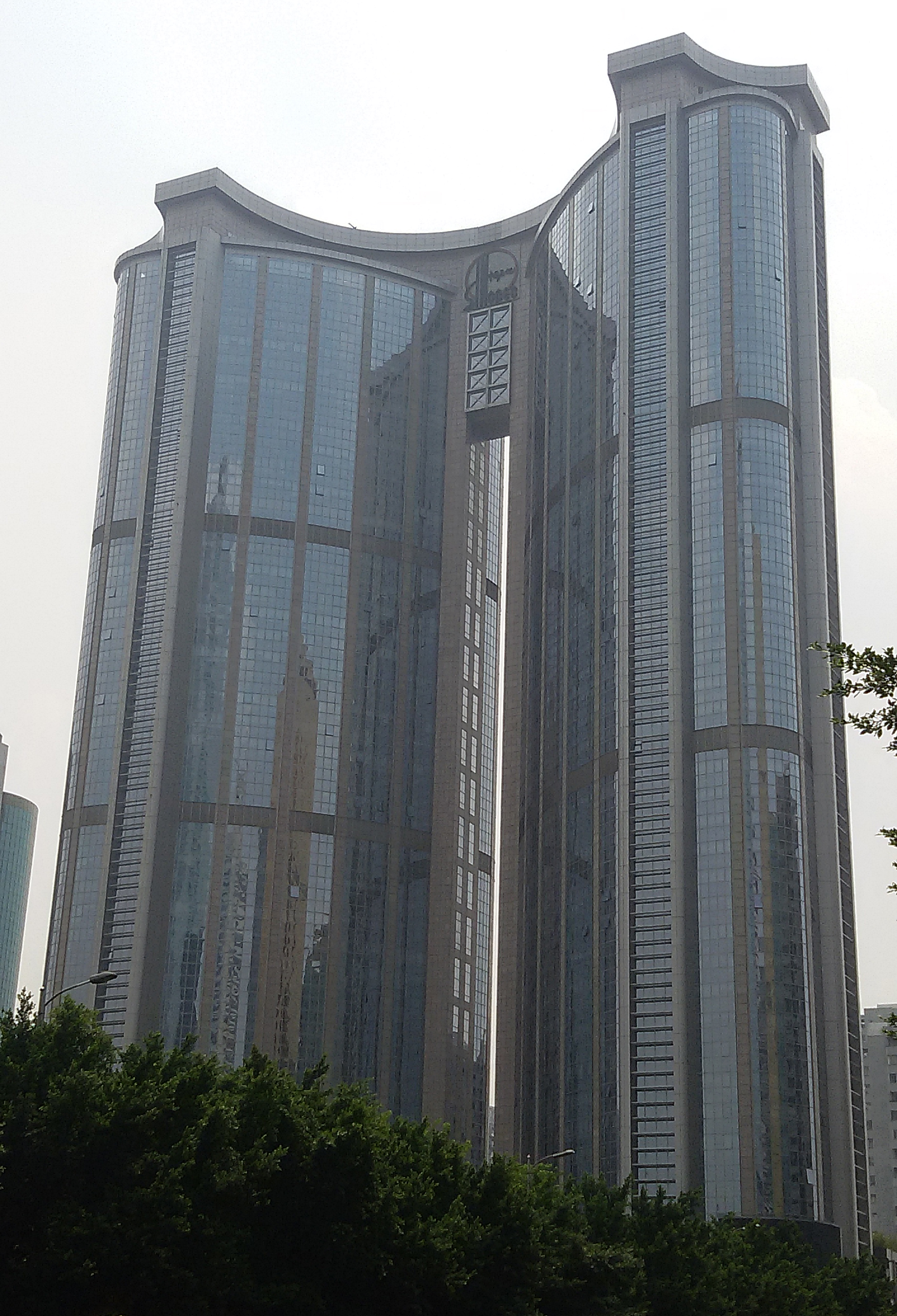
中石化大厦

23°08′34″N 113°18′55″E / 23.1428°N 113.3154°E
中石化大廈，前身是著名的廣州爛尾樓中誠廣場，在未完工前與合銀廣場（正佳環市中心）、京光广场（万菱汇）合稱當時廣州的三大港资烂尾楼。直到2006~2007年被中石化集团盘活，2008年开始出售写字楼办公场地，2009年中石化驻粤企业开始入驻办公。

## 历史
佔地1.4萬平方米，建築面積23萬平方米，樓高51層，樓高180米。建築由地庫3層、商場5層，甲級寫字樓2幢組成。位於天河北與體育西路交匯處，鄰近天河體育中心。

## 交通
- 广州地铁3号线林和西站